# Пшерванки
Пшерва́нки (пол. Przerwanki, нім. Wiesental) — село в Польщі, у гміні Позездже Венґожевського повіту Вармінсько-Мазурського воєводства.
Населення — 113 осіб (2011).
У 1975-1998 роках село належало до Сувальського воєводства.

## Демографія
Демографічна структура станом на 31 березня 2011 року:
|          | Загалом | Допрацездатний вік | Працездатний вік | Постпрацездатний вік |
| -------- | ------- | ------------------ | ---------------- | -------------------- |
| Чоловіки | 55      | 12                 | 41               | 2                    |
| Жінки    | 58      | 12                 | 36               | 10                   |
| Разом    | 113     | 24                 | 77               | 12                   |